# Damp, Rendsburg-Eckernförde
Damp là một đô thị thuộc quận Rendsburg-Eckernförde, bang Schleswig-Holstein.